# Aissaouia
Aissaouia là một đô thị thuộc tỉnh Médéa, Algérie. Dân số thời điểm năm 2002 là 6.507 người.